# Histoire des Juifs à Lublin
L'histoire des Juifs à Lublin remonte à environ 700 ans, quand Lublin a obtenu les droits de ville. Profitant de longues périodes de tolérance religieuse et de prospérité économique, la communauté juive de Lublin a prospéré. Lublin a été un symbole de l'orthodoxie juive, du développement de l'hébreu et du yiddish, et du développement de la science juive. Pour cette raison elle a été surnommée l'« Oxford juive » ou la « Jérusalem du royaume de Pologne ».   
Son histoire s'est terminée par une extermination presque complète de ses membres pendant la Shoah et l'occupation de la Pologne par l'Allemagne nazie.
Lublin est une ville de Pologne orientale qui compte actuellement un peu moins de 350 000 habitants.

## La communauté juive de Lublin

### Du Moyen Âge auXVIIIesiècle
Le premier document attestant de la présence de Juifs à Lublin date du règne du roi Casimir III (1309-1370). Selon des sources non documentées, le roi aurait accordé les premiers privilèges à la communauté juive locale. Cependant, des informations concernant des membres de la communauté juive ne sont confirmées historiquement qu'à partir de la seconde moitié du XVe siècle. On ignore par contre où se trouvaient le quartier juif, la synagogue et le cimetière. 
En 1453, le roi Casimir IV Jagellon accorde aux Juifs de Lublin le privilège de libre-échange, qui entraine une croissance dynamique de la population juive à Lublin à la fin du XVIe st au début du XVIIe siècle. Le fait que le rabbin Jacob de Trente, accusé d'un crime rituel, vienne s'installer à Lublin en 1475, confirme l'existence d'une communauté déjà bien organisée.  

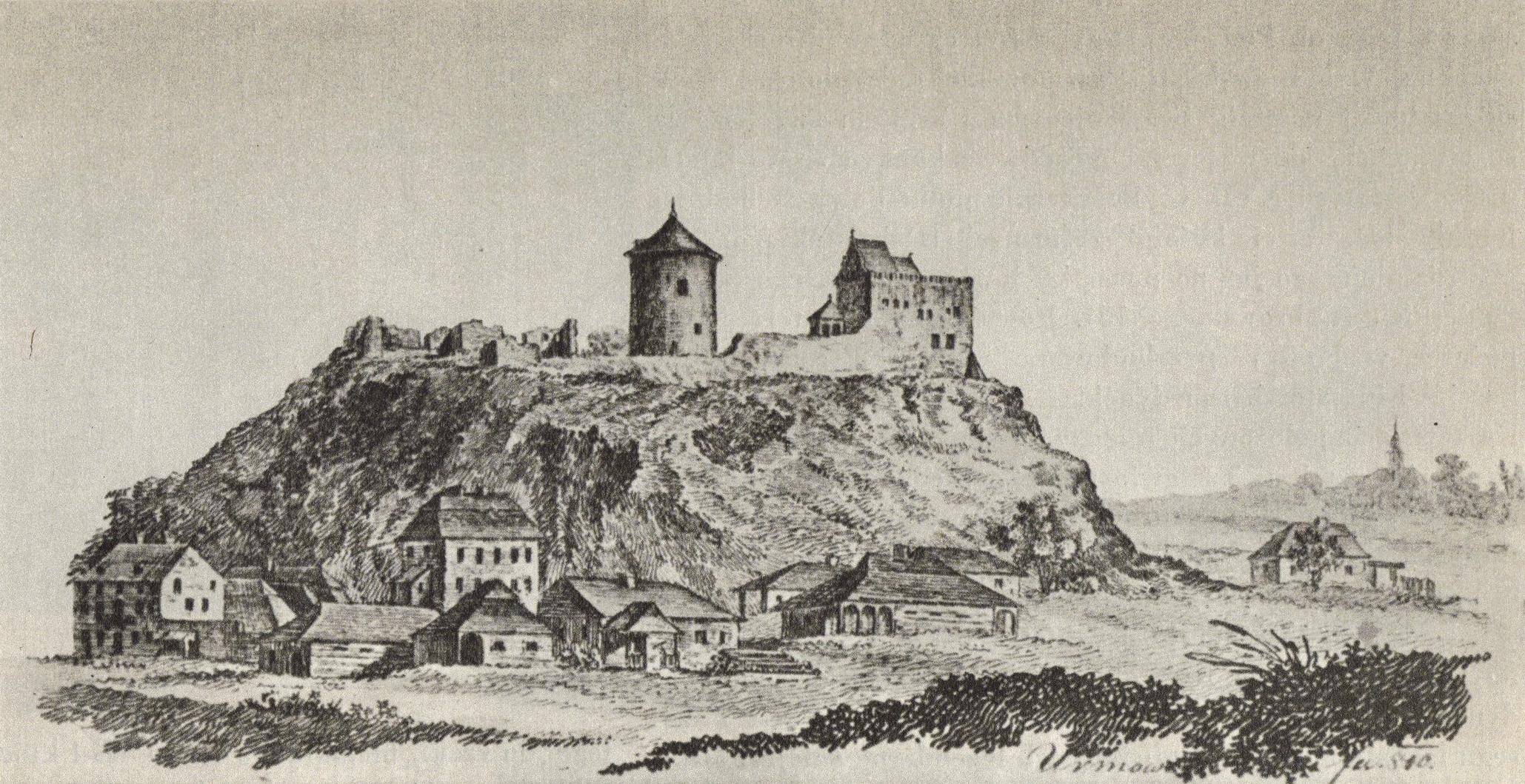
Le château et le quartier juif

La position géographique favorable de la ville, à l'intersection de plusieurs routes commerciales, conduit de nombreux commerçants juifs à installer leurs activités dans la région. Mais cette activité commerciale florissante entraine de nombreux conflits avec les commerçants chrétiens de la ville. Le roi décide alors en 1518, d'imposer certaines contraintes au commerce juif dans Lublin. 
Les Juifs d'installent à Podzamcze, près du château, ainsi que dans la partie nord et nord-est de la colline du château. Le privilegium de non tolerandis Judaeis (privilège de refuser les Juifs) obtenu du roi par les citoyens de Lublin en 1535, interdit aux Juifs de s'installer à l'intérieur de l'enceinte de la ville. Cette restriction a pour effet de dynamiser le quartier juif de Podzamcze, et amène à la division de la ville entre quartier juif et quartier chrétien qui durera jusqu'en 1862. 
La communauté juive de Lublin devient rapidement une des plus grosses communautés de Pologne. Les privilèges royaux, tels que celui accordé par le roi Sigismond 1er en 1523 qui instaure l'égalité des droits entre les Juifs et les autres communautés de Pologne, et celui de 1556 qui confirme l'autonomie juridictionnelle et administrative interne de la communauté, ainsi que d'autres réglementations légales, contribuent au développement du commerce et de l'artisanat juif. La communauté juive de Lublin devient d'un point de vue richesse la troisième communauté de Pologne, après celle de Cracovie et de Lvov. En 1550, la communauté compte environ 840 personnes. 
En 1518, Salomon Szachna, un rabbin et érudit célèbre, fils d'un intermédiaire commercial royal Josko Szachnowicz, fonde une yechiva qui devient bientôt réputée dans toute l'Europe. L'ouverture officielle du bâtiment de la yechiva, construit en vertu du privilège royal de 1567, se déroule après la mort de Szachna. Salomon Luria connu sous le nom de Maharshal devient le premier recteur de la yechiva. Parmi les recteurs qui ont marqué l'institution, on peut citer Mordecai Yoffe et Meir ben Gedalia. En 1547, ouvre une imprimerie hébraïque, la troisième en Pologne après celles d'Oleśnica et de Cracovie. En 1578, Kalonimus Joffe fonde une nouvelle imprimerie qui deviendra rapidement célèbre pour sa publication de centaines d'œuvres de littérature religieuse hébraïque de très haut niveau éditorial.
En 1567, la communauté reçoit un privilège royal pour construire une synagogue en briques. Elle est bâtie rue Jateczna sur la pente nord de la colline du château, et est connue sous le nom de Maharshal-szul, pour honorer le premier recteur de la yechiva, le rabbin Salomon Luria. Quelques années plus tard, à l'intérieur du bâtiment est construite une petite synagogue appelée d'après le rabbin Meir ben Gedalia, connu sous le nom de Maharam. Au fil du temps, un complexe synagogal est créé autour de la synagogue, devenant le centre de la vie juive. Il comprend les bureaux de la communauté, la yechiva, un Beth Midrash (Maison d'étude), le mikvé (bain rituel) et des boucheries cachères. 
Au XVIe siècle, une grande partie de Podzamcze est inondée par la rivière Czechówka. Malgré cela, le quartier juif s'agrandit et peu à peu s'étend sur les marais asséchés autour du château. Des maisons juives sont aussi construites dans le quartier avoisinant Kalinowszczyzna. En 1568, la ville juive obtient le privilège de non tolerandis Christianis, interdisant aux Chrétiens de s'installer dans la ville juive.
C'est probablement à la fin du XVe siècle, mais plus certainement dans la première moitié du XVIe siècle que le vieux cimetière juif de Lublin est établi. Selon des informations datant de la fin du XIXe siècle, une des tombes portait la date de 1489/1490. Le cimetière lui-même est mentionné pour la première fois dans des sources historiques en 1555, quand un décret royal confirme le droit pour les Juifs d'utiliser la colline Grodzisko pour des enterrements. Mais cette date ne semble être qu'une régularisation d'un fait existant, car la plus vieille tombe encore existante date de 1541. 
Entre 1580 et 1764, le Conseil des Quatre Pays ((Waad Arba Aracot), installé par le roi Étienne Báthory va se réunir à Lublin. C'est l'organe dirigeante juive autonome dans la Pologne de la république des Deux Nations, nommé pour faciliter la collecte des taxes pour le trésor royal. Cependant, le Waad se transforme rapidement en une institution unique en Europe, exerçant des fonctions culturelles, religieuses et judiciaires.  
En 1602, la population juive dans la ville représente près de 20 % de la population totale. La période de prospérité de la communauté juive prend fin au milieu du XVIIe siècle. Les guerres vont affecter profondément la population juive. L'évènement le plus tragique est l'incendie en 1655 de la ville juive par l'armée moscovite-cosaque lors du soulèvement de Khmelnytsky et l'assassinat d'environ 2 000 voire de 2 700 Juifs selon les historiens. Le complexe de la synagogue rue Jateczna est sérieusement endommagé, comme la majorité des maisons juives du quartier. La destruction est parachevée par l'armée suédoise en 1656. Après ces évènements, la population juive décimée commence à s'installer dans la vieille ville. Quelques années plus tard, ils en sont expulsés et doivent se réinstaller à Podzamcze. Les sessions du Waad ne se tiennent plus à Lublin et les grandes foires sont transférées à Łęczna, ville située à environ 25 km de Lublin. La reconstruction de la communauté est difficile dans la période hostile de la Contre-Réforme. Des restrictions économiques constantes de la part des autorités locales ont pour but de limiter le développement économique de la communauté juive. 
En 1703, le roi Auguste II pour remercier la loyauté des habitants de Lublin pendant la guerre contre l'armée suédoise de Charles XII reconfirme les privilèges antérieurs accordés aux Juifs. Mais la communauté juive de Lublin ne sera pleinement rétablie que dans la seconde moitié du XVIIIe siècle. La communauté compte alors près de 2 500 membres, résidant non seulement dans le quartier juif de Podzamcze, mais aussi dans le quartier voisin de Kalinowszczyzna et dans deux banlieues séparées, Piaski et Wieniawa.
En 1759, Lublin est visité par le pseudo-messie, Jacob Frank. Son enseignement qui fait référence au judaïsme, au christianisme et à la Kabbale est violemment critiqué par la communauté juive orthodoxe. Malgré le fait que le frankisme n'est pas réussi à s'imposer comme mouvement significatif, certains de ses partisans se sont convertis au catholicisme et se sont fondus dans la culture polonaise.

### DuXIXesiècle jusqu'à laPremière Guerre mondiale
Au tournant du XVIIIe et XIXe siècle, Lublin devient un centre important du judaïsme hassidique. Le rabbin Yaakov Yitzhak Horowitz, connu comme le Hozeh de Lublin (le Voyant de Lublin) arrive à Lublin dans les années 1780, où il reçoit un accueil assez froid des rabbins locaux. Il emménage donc à Wieniawa situé à environ 12 km de Lublin où existe une petite communauté juive. Peu de temps après, ayant rallié des adeptes parmi les Juifs de Lublin, il décide de s'installer au 28 rue Szeroka dans le centre de Podzamcze. Il y établit le premier Klaus (maison de prière hassidique) où il enseigne. Il est considéré par les hassidim comme l'Ange de Dieu et un faiseur de miracles, mais il est considéré comme hérétique par les rabbins orthodoxes. Il est si populaire que des milliers d'hassidim viennent de toutes les régions de la Pologne pour le rencontrer.  
Horowitz meurt tragiquement en 1815, en tombant d'une fenêtre de sa maison. Alors que ses partisans estiment qu'il a été puni pour avoir demandé la venue du Messie avec trop d'insistance, ses opposants pensent que l'accident est survenu parce qu'il était en état d'ébriété. Sa tombe est toujours visitée de nos jours par de nombreux pèlerins juifs. 
Au début du XIXe siècle, les Juifs représentent presque la moitié de la population de la ville. C'est par sa population la deuxième ville juive du royaume de Pologne après Varsovie. En 1864, la communauté juive de Lublin compte 12 922 personnes, soit 60 % de la population totale de la ville.
En 1862, les Juifs de Pologne obtiennent l'égalité des droits avec tous les autres citoyens. Dès lors, les Juifs peuvent s'installer dans la zone chrétienne de la colline de Staromiejskie et dans la rue Krakowskie Przedmieście. Petit à petit, la population juive va chasser les habitants chrétiens de la vieille ville tout en s'installant en même temps le long de la rue Lubartowska et en prenant progressivement le contrôle de la majorité des commerces et ateliers. Ceci ne concerne qu'une minorité de Juifs aisés et relativement assimilés. Au début du XIXe siècle, ce groupe possède des immeubles de rapport, des brasseries, des moulins, des tanneries, des manufactures de tabac et de nombreux commerces dans toute la ville. Cependant la majorité des Juifs forme une pauvre communauté située dans le quartier juif, traditionnellement religieuse, peu éduquée et fort éloignée de la culture polonaise.
Dans la seconde moitié du XIXe siècle, les Juifs de Lublin possèdent leurs propres écoles, des associations caritatives, des clubs sportifs et des journaux en polonais et en yiddish. En 1886, un hôpital juif est construit rue Lubartowska, devenu actuellement une clinque de gynécologie. En 1908, une association culturelle juive Hazomir est créée et en 1910 l'association Chowej Sfos Ewer pour la diffusion de l'hébreu et de la culture juive. Un renouveau de la vie sociale a lieu en 1915 quand Lublin passe sous le contrôle de l'Autriche-Hongrie et que les autorités adoptent une politique plus libérale à l'égard des Juifs. En 1916, il y a déjà 15 écoles privées juives dont 3 lycées. Á la même époque apparait la première revue mensuelle juive Myśl Żydowska (Pensée juive) publiée en polonais. Le premier théâtre amateur est fondé et la première bibliothèque publique juive est ouverte par la communauté religieuse. Les Juifs siègent aussi au conseil municipal. 

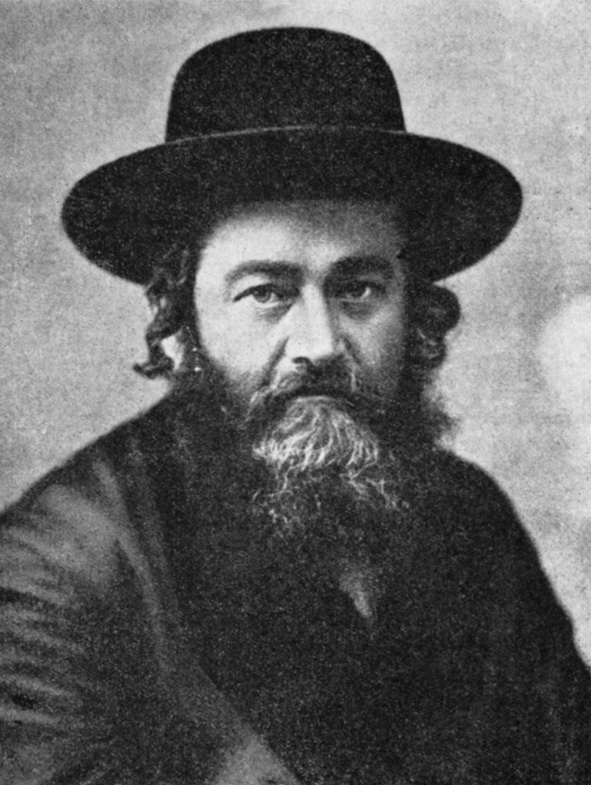
Le rabbin Shapiro fondateur de la Jesziwat Chachmei Lublin

### La période de l'entre-deux-guerres
Pendant la période de l'entre-deux-guerres, Lublin est un important centre de la vie sociale, culturelle et éducative juive. En 1926, un réseau d'écoles juives modernes fonctionne et en 1930, le rabbin Meir Shapiro ouvre la première académie talmudique Jesziwat Chachmei Lublin (Yechiva du sage de Lublin). On trouve à Lublin plusieurs imprimeries juives, qui publient entre autres trois journaux dont le Lubliner Tugblat en yiddish et le l'hebdomadaire du Bund Lublinem Sztyme. Le théâtre yiddish accueille de grands noms de la scène yiddish comme Ida Kamińska, Jonas Turkow ou Dina Halpern. 
Neuf partis politiques juifs se disputent la faveur des Juifs: Agudas Izrael, le Folkspartei, le Bund, les sionistes généraux, le Mizrahi, les sionistes révisionnistes, le Poale Zion gauchiste, le Poale Zion droitiste et le parti travailliste sioniste Hitachduth. La plupart de ces partis sont en même temps impliqués dans la vie sociale et culturelle. 
En plus, de nombreuses associations sportives et organisations syndicales sont actives dans la ville.  
En 1931 la communauté juive compte 38 937 personnes, ce qui représente 34,6 % de la population totale de la ville. Dans la seconde moitié des années 1930, une nouvelle tendance apparait de plus en plus visible parmi la jeune génération de Juifs de Lublin. Ils commencent à pencher vers la laïcité et à s'assimiler de plus en plus d'un point de vue linguistique et social vers la culture polonaise. Cette tendance est cependant freinée par la montée de l'antisémitisme dans la société polonaise. Celui-ci se manifeste sous de multiples formes, par exemple le boycott des commerces juifs initié par le Stronnictwo Narodowe (Parti national) en 1936.   
En 1939, avant le début de la Seconde Guerre mondiale, la population juive est de 42 850 personnes, soit 31 % de la population totale de la ville de 122 019 habitants. Les Juifs possèdent plus de 100 synagogues et maisons de prière, la plupart située dans des immeubles ou des annexes. Seules quelques-unes se trouvent dans des bâtiments séparés: le bâtiment de la grande synagogue , rue Jateczna, abrite la synagogue Maharshal, la synagogue Maharam et la synagogue Szywe Kryjem. Dans le quartier Podzamcze, on trouve la synagogue Kahal et la synagogue Saul Wahl. La majorité des autres synagogue de Lublin se trouvent dans la rue Lubartowska , la rue Szeroka, la rue Grodzka, la rue Kowalska, la rue Zamkowa, la rue Ruska ou la rue Nadstawna. La yechiva Chachmei de Lublin	 et l'hôpital juif possèdent leur propre synagogue rue Lubartowska. D'autres synagogues séparées peuvent être trouvées dans les environs de Lublin, à Kalinowszczyzna, Piaski, et Wieniawa. La communauté a la charge de deux mikvés (bains rituels), de l'hôpital, de l'orphelinat, de la maison de retraite, de la Hevra Kaddisha (association du dernier devoir) et des deux bibliothèques. Elle subventionne l'activité des associations et des organisations caritatives telles que TOZ”, Bikur Chojlim (Visite aux malades), Kropla Mleka [Goutte de Lait], Jaf, Koło Kobiet (Cercle des femmes), Hachnosas Orchim et finance de nombreuses écoles et institutions éducative: deux Talmud Torah; Bejs Jaakow, une école religieuse pour filles; l'Union des écoles juives; l'organisation culturelle Tarbut; Ceirej Emune Izrael; des cours du soir pour travailleurs, une école professionnelle d'artisanat; et l'académie talmudiste de la yechiva Chachmei.

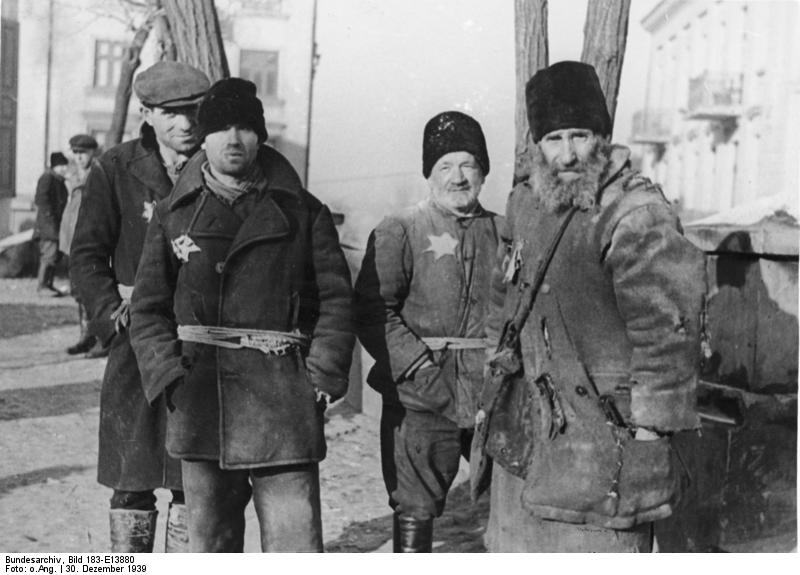
Juifs polonais dans le ghetto de Lublin

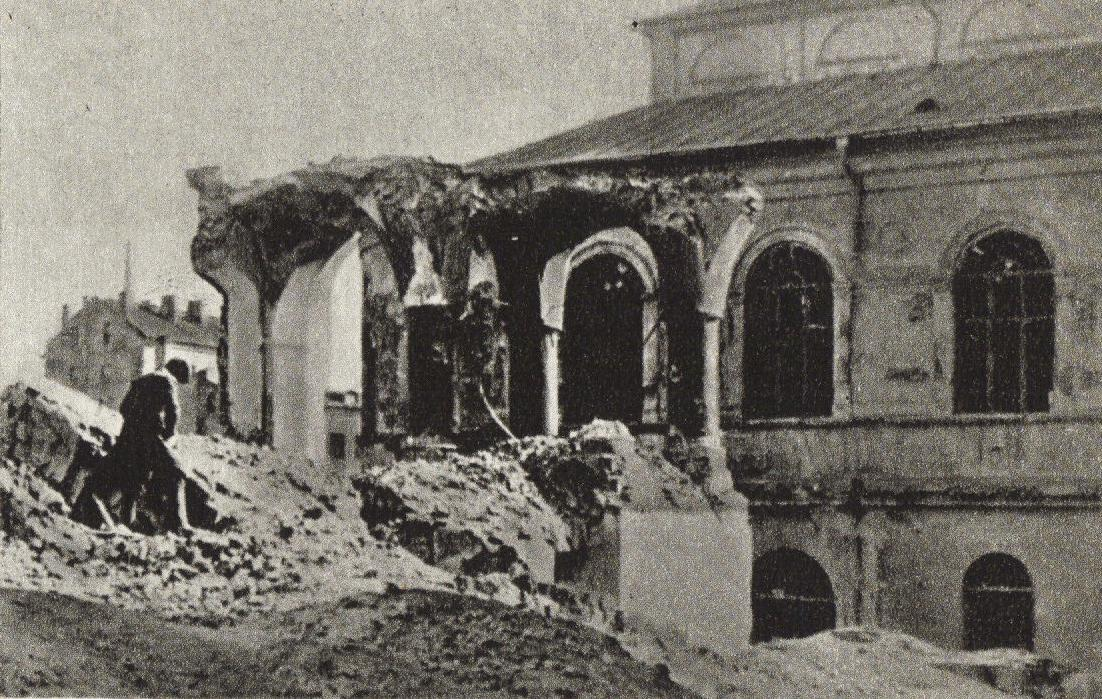
Démolition du quartier juif de Lublin par les nazis en 1942-1943. Au premier plan, les restes de la bimah de la salle de prière de la rue Jateczna. En arrière-plan la synagogue Macharshal

### La Seconde Guerre mondiale
Pendant la Seconde Guerre mondiale, Lublin devient le siège des autorités d'occupation pour l'ensemble du district. Une forte garnison militaire et policière met en œuvre la politique nazie d'extermination de la population juive. Peu après l'entrée des Allemands dans la ville, la persécution des Juifs commence. En novembre 1939, les juifs habitant au centre de la ville doivent déménager dans l'ancien quartier juif de Podzamcze. Les nazis imposent aux Juifs de porter par-dessus de leur habit un brassard avec une étoile de David. Ils sont employés à des travaux forcés, n'ont pas l'autorisation de prendre les transports en commun et de fréquenter les lieux publics. Leurs comptes bancaires sont saisis, les offices religieux sont interdits et ils n'ont plus accès aux institutions éducatives. En plus, la communauté juive est obligée de payer une énorme contribution monétaire. Toutes les entreprises juives sont confisquées. 

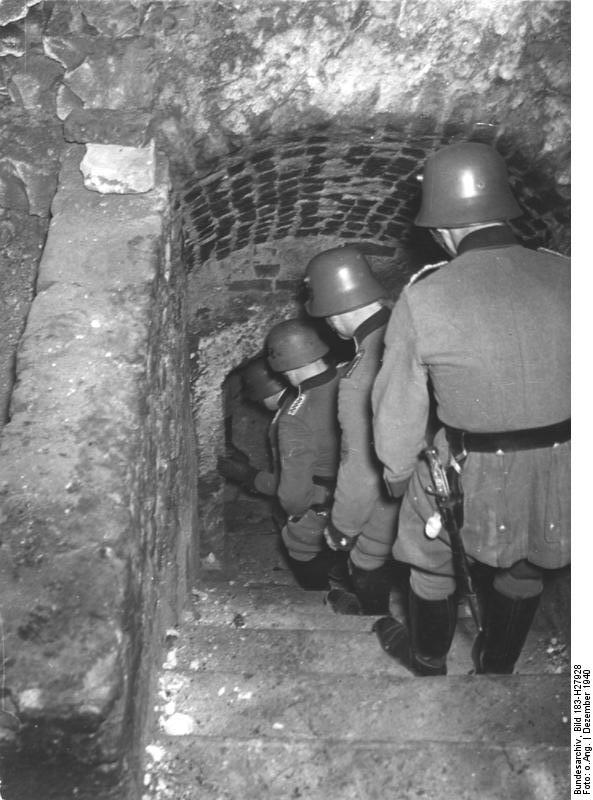
Fouille de l'armée allemande à la recherche d'un entrepôt secret dans les sous-sol du ghetto

En janvier 1940, un Judenrat de 24 personnes est constitué, dirigé par Henryk Bekker. Une autre figure marquante de ce Judenrat est le Dr. Marek Alten.
En décembre 1939, le travail forcé est rendu obligatoire pour 29 000 Juifs de Lublin employés dans des usines nazies ou des fermes. Certains sont envoyés aussi travailler à la construction du camp de travail de la rue Lipowa, à l'endroit où était située l'Association académique sportive et où étaient organisées des expositions agricoles. 
Au début de 1940, les prisonniers de guerre juifs de l'armée polonaise sont conduits au camp de la rue Lipowa. En février 1940, un important groupe de ces prisonniers, entre 630 et 880, sont transférés à Biała Podlaska. La majorité d'entre eux meurent de froid ou sont abattus en route. En décembre 1940, quand le camp devient une branche de la Deutsche Ausrüstungswerke (DAW - usines d'armement gérées par la SS), les prisonniers juifs des stalags du Reich y sont regroupés. Dans ce camp se trouvent aussi des prisonniers civils, juifs ou polonais arrêtés lors de rafles ou des paysans n'ayant pas fourni de ravitaillement aux nazis,. Un mouvement de résistance bien organisé se forme dans le camp avec pour but de préparer une évasion et un soulèvement armé. Les prisonniers juifs qui réussissent à fuir le camp constituent des groupes de partisans agissant dans les bois environnants, dont les groupes commandés par Szmuel Jaeger et Jehiel Grynszpan. Le 3 novembre 1943 la plupart des Juifs du camp de Lipowa sont assassinés lors d'un massacre de masse à  Majdanek.
Au début de mars 1941, environ 10 000 Juifs du ghetto de Lublin sont transférés dans les villes et villages avoisinants. Le reste des Juifs, ainsi qu'environ 5 000 fugitifs et personnes déplacées provenant de Łódź, Sieradz, Kalisz et d'autres villes et se trouvant alors à Lublin, sont enfermés dans un ghetto recouvrant une partie de l'ancien quartier juif de Podzamcze. En 1941, le ghetto est délimité par la rue Kowalska, la rue Krawiecka qui traverse l'aile sud du château et qui n'existe plus, la rue Sienna, la rue Kalinowszczyzna, la rue Franciszkańska maintenant Podzamcze, la rue Unicka et la rue Lubartowska. Jusqu'à la fin de son existence, le ghetto de Lublin n'a jamais été fermé totalement et un petit groupe de Juifs vivait toujours à l'extérieur de ses limites.
Cependant la concentration de près de 40 000 personnes dans une si petite zone, contribue à des conditions sanitaires particulièrement mauvaises entrainant le développement de nombreuses maladies contagieuses. Les épidémies combinées avec un travail forcé extrêmement pénible et une privation de nourriture déciment la population du ghetto.   
Dans la nuit du 16 au 17 mars 1942, les nazis commencent une déportation importante des habitants du ghetto. Cette date marque le commencement de l'Aktion Reinhard consistant à l'extermination massive de la population juive du Generalgouvernement (Gouvernement général de Pologne). La sélection préalable se déroule sur la place en face du bâtiment où siège le Judenrat. La synagogue Maharszal sert de lieu de rassemblement des personnes prononcées inaptes au travail et sélectionnées pour la déportation. Ces personnes sont alors conduites de la rue Jateczna vers un quai de chargement situé près de l'abattoir de la rue Turystycza. De là, un transport journalier d'environ 1 400 personnes les acheminent vers le camp d'extermination de Belzec. Durant cette action qui va durer un mois, de 26 000 à 30 000 Juifs de Lublin sont transportés et assassinés. Environ 1 500 personnes, principalement des personnes âgées ou invalides et 80 à 100 enfants de l'orphelinat du 11 rue Grodzka sont conduits dans les prairies autour de Majdan Tatarski et immédiatement abattus,. Les Juifs restants, environ 7 000 personnes, sont alors regroupés dans un nouveau ghetto établi à Majdan Tatarski, une localité située à proximité du camp de Majdanek ouvert à l'automne 1941.  
Une fois le quartier juif de Podzamcze vidé, les nazis comment à le détruire systématiquement. En 1942, les soldats nazis font sauter la fameuse synagogue Maharshal, et ses ruines seront dégagées après la guerre au début des années 1960. Les trois cimetières juif de Lublin, le vieux cimetière, le nouveau cimetière et le cimetière à Wieniawa, cessent d'exister. Seuls les bâtiments juifs situés à l'extérieur de l'ancien quartier juif survivent, comme la synagogue Chewra Nosim, l'hôpital juif, le bâtiment de la yechiva Chachmei rue Lubartowska, ainsi que la maison communautaire Perec située rue Czwartek, nommée d'après l'écrivain yiddish Isaac Leib Peretz ou Perec. 
.
L'élimination définitive du ghetto de Majdan Tatarski est effectuée le 9 novembre 1942 et les 3 000 Juifs toujours en vie sont transférés au camp de concentration de Majdanek. Après une sélection initiale, toutes les personnes inaptes au travail, principalement les vieux et les enfants sont envoyées à la chambre à gaz. Les derniers Juifs de Lublin, à l'exception de ceux qui réussirent à se cacher, sont tués l'année suivante. Le 3 novembre 1943 durant l'Aktion Erntefest (Fête de la moisson) les nazis exécutent à Majdanek, derrière les fours crématoires, 18 400 Juifs de Majdanek et des camps de travail forcé de la région de Lublin. Des actions similaires sont conduites le 3 et le 4 novembre 1943 dans les camps de travail de Poniatowa et de Trawniki. Au total 40 000 Juifs sont tués pendant ces deux jours. Un groupe de Juifs de Lublin, prisonniers dans l château de Lublin, est exécuté juste avant la libération de la ville en juillet 1944.

### L'après-guerre
Selon des données approximatives, sur les 40 000 Juifs habitant Lublin avant la guerre, seuls 1 200 ont survécu à la guerre.
Au début aout 1944, environ 300 Juifs résident dans la ville de Lublin libérée par l'Armée rouge, dont seulement 15 habitants d'avant-guerre. Jusqu'à la fin de l'année, ce nombre va croitre jusqu'à 3 000, puis après les premiers mois de libération de Varsovie, Łódź et Cracovie, va tomber à environ 2 500. 
La première organisation juive de l'après-guerre, le Bureau des questions concernant l'aide à la population juive, est fondée à Lublin le 8 aout 1944. Deux jours plus tard, est créé le Comité d'aide aux juifs rapidement renommé le Comité juif de Lublin. En novembre 1944, le Comité central des Juifs en Pologne est créé à Lublin, qui devient alors temporairement la capitale non officielle des Juifs en Pologne. Les partis politiques juifs et les institutions socio-culturelles renaissent. Les premiers journaux et magazines juifs d'après-guerre reparaissent et la vie éducative et religieuses est relancée.

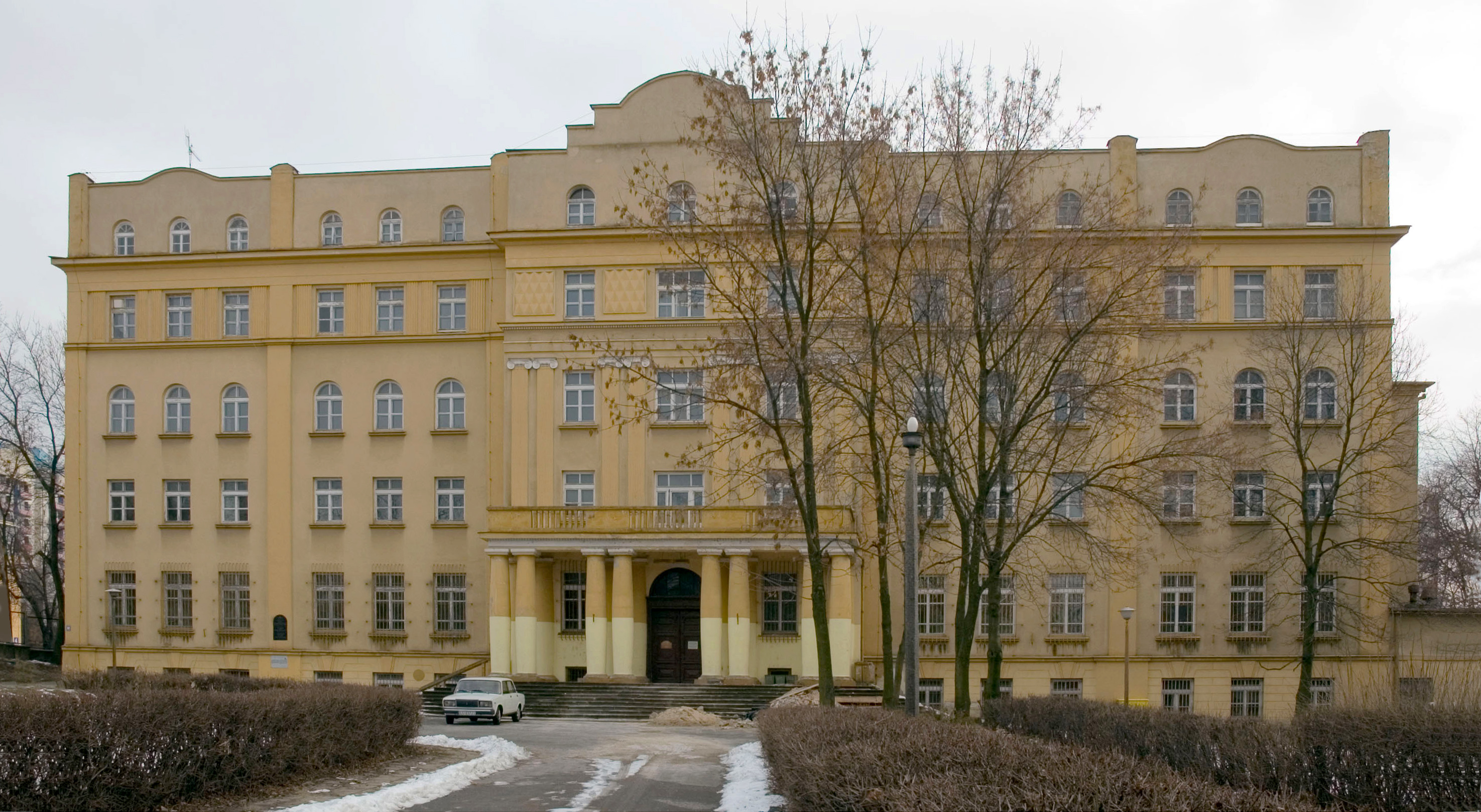
L'académie talmudique Jesziwat Chachmei Lublin (Yechiva du sage de Lublin).

Cependant, dans la première moitié de 1945, la plupart de ces institutions déplacent leur siège à Varsovie ou à Łódź libérées. La communauté juive de Lublin commence alors à décroitre graduellement. Après le pogrom de Kielce, environ 1 300 personnes quittent la ville et le nombre de ses habitants juifs tombe vers 1 000 personnes. Durant les années 1950, quelques centaines de Juifs vivent encore à Lublin. Ils vont presque tous quitter la Pologne après les évènements de 1968. Parmi les quelques dizaines de Juifs vivant encore à Lublin, aucun n'est un descendant de Juifs de la communauté d'avant la guerre.  
Actuellement une section de la Communauté religieuse juive de Varsovie et une section de l'Association socio-culturelle des Juifs de Pologne fonctionnent dans la ville. L'institution qui préserve la mémoire des Juifs de Lublin est l'Association des Juifs de Lublin en Israël. Elle compte quelque 650 membres et reste en contact avec les Juifs de Lublin et leurs descendants vivant de par le monde. Chaque année l'association édite un fascicule intitulé Glos Lublina et organise différentes réunions et évènements culturels.

## Évolution de la population juive
| Population juive à Lublin< |                 |
| Année                      | Nombre de Juifs |
| 1568                       | 500             |
| 1602                       | 2 000           |
| 1787                       | 4221            |
| 1865                       | 12 992          |
| 1931                       | 38 937          |
| 1939                       | 42 830          |
| 1945                       | 4 553           |
| 1990                       | 10              |
| 2007                       | 20              |